# Talakivka
Talakivka (en ucraniano: Талаківка; en ruso: Талаковка, romanizado: Talakovka) es un asentamiento de tipo urbano ucraniano perteneciente al óblast de Donetsk. Situado en el este del país, hasta 2020 estaba dentro del área municipal de Mariúpol, pero actualmente es parte del raión de Mariúpol y parte del municipio (hromada) de Sartaná.
El asentamiento está ocupado por Rusia desde el 28 de febrero de 2022 en el marco de la invasión rusa de Ucrania. 

## Toponimia
Hasta 1961, el asentamiento se denominó Krasnianka (en ucraniano: Краснянка).

## Geografía
Talakivka está en la margen derecha del río Kalmius, 19 km al norte de Mariúpol y a 89 km de Donetsk.

## Historia
Talakivka se mencionó por primera vez por escrito en 1796. En 1956 el pueblo recibió el estatus de asentamiento de tipo urbano.
Durante la guerra civil rusa, Talakivka fue liberada de los cosacos blancos del general Andréi Shkuró el 29 de abril de 1919. Desde el 16 de abril de 1920, el vólost de Talakovskaya, como todo el antiguo distrito de Taganrog de la Región del Ejército del Don, forma parte de la provincia de Donetsk de la RSS de Ucrania.
En la Segunda Guerra Mundial, los alemanes ocuparon Talakivka el 8 de octubre de 1941. El pueblo fue liberado  tres días antes de Mariúpol, el 7 de septiembre de 1943.
El 19 de septiembre de 2014, durante la defensa de Mariúpol durante la guerra del Dombás, los campos cerca de Talakivka se incendiaron por el fuego de artillería. En la tarde del 22 de septiembre, los bombardeos de mortero comenzaron nuevamente, que resultó en daños en los edificios residenciales y un gasoducto; la gente abandonó Talakivka con anticipación tras estos ataques.
En  febrero de 2022, durante la invasión rusa de Ucrania, Talakivka fue tomada y pasó a ser administrada por la autoproclamada República Popular de Donetsk.

## Demografía
La evolución de la población de Talakivka entre 1859 y 2022 fue la siguiente:
| 652                                                           | 2886 | 3574 | 4502 | 3848 | 4160 | 4129 | 4130 | 5159 | 3959 | 3832 |
| (Fuente: Cities & Towns of Ukraine y UKRAINE: Größere Städte) |      |      |      |      |      |      |      |      |      |      |

Según el censo de 2001, la lengua materna de la mayoría de los habitantes, el 89,47%, es el ruso; del 10,31% es el ucraniano y del 0,10%, el griego.

## Economía
La mayor parte de la población trabaja en las empresas de Mariúpol. 